# Wickie auf großer Fahrt
Wickie auf großer Fahrt (Vickie e o Tesouro dos Deuses (título em Portugal) ou Wickie e o Segredo dos Deuses (título no Brasil)) é um filme alemão em live-action de acção e comédia e sequela do filme anterior As Aventuras de Vickie. Dirigido por Christian Ditter, o filme estreou na Alemanha em 29 de setembro de 2011 e em Portugal em 7 de fevereiro de 2013, na mesma data que o primeiro filme.

## Sinopse
Quando o pai de Vickie é sequestrado por Sven "o Terrível", Vicky se vê obrigado a assumir o poder em sua aldeia. Em suas mãos, está o destino de todos, e vai liderar seus homens para resgatar seu pai e demonstrar suas ideias geniais. Onde enfrentará mares tempestuosos, praias tropicais e vários perigos, e terá que defender o lendário Tesouro dos Deuses.

## Enredo[7]
Os vikings ao redor do chefe Halvar estão em um ataque novamente. Quando eles veem um grupo de cavaleiros adormecidos e três carruagens puxadas por cavalos abaixo de uma encosta, o filho de Halvar, Wickie, deve provar seu valor e roubar os cavaleiros. Ao tentar roubar as chaves de um carro trancado de uma das pessoas adormecidas, uma garota estranha de repente vem antes dele. Os cavaleiros acordam e descobrem Wickie, após o que os outros Vikings intervêm e uma luta começa. No meio da batalha, um dos cavaleiros consegue agarrar Wickie e prendê-lo em uma carroça barrada com um grupo de Inuit escravos. A estranha garota assusta o cavalo que é atrelado à carroça com os prisioneiros, ao que passa. Wickie consegue parar o carro e libertar o Inuit e ela mesma. Os Inuit agradecem e fogem de cena. Wickie descobre um livro que os Inuit deixaram para trás. Os outros Vikings agora perceberam que não há mais nada a receber dos cavaleiros, pois eles já haviam sido roubados pelo terrível Sven. Halvar repreende seu filho por não ter notado a breve captura de Wickie e acredita que ele se afastou do local da luta por medo.
No vilarejo de Flake, as mulheres do vilarejo estão decepcionadas com seus homens Viking voltando para casa com pouco saque. No entanto, a garota estranha aparece novamente, que secretamente se esgueirou a bordo do navio dragão. Halvar, no entanto, a amarra e a escraviza. Wickie dá uma olhada no livro e percebe que ele aponta o caminho para o “tesouro dos deuses”, mais precisamente para o “martelo de Thor”, uma arma poderosa que lança raios. Por sorte, um amuleto é necessário para isso, que Halvar carrega consigo e que herdou de seus antepassados. Os vikings celebram um festival e Halvar anuncia que quer procurar o tesouro. Mas todos os aldeões adormecem momentos depois porque alguém colocou um comprimido para dormir em sua bebida. Quando eles acordam, Halvar desapareceu. Uma disputa começou entre os moradores sobre quem deveria representar o chefe Halvar. O velho e sábio Viking Urobe diz que, de acordo com a antiga tradição Viking, o filho do chefe, Vicky, tem que fazer isso. Depois de algum ceticismo inicial e de certos problemas que podem ser atribuídos à falta de experiência náutica de Wickie, os vikings estão no mar com seus navios para resgatar Halvar do castelo do terrível Sven. Seu navio é pego por uma forte tempestade e ameaça virar. A escrava deixa Wickie cortar suas algemas e sobe no mastro para cortar a vela. O Viking Snorre se perde na tempestade. Os outros o encontram na ilha das Valquírias, mas são quase jogados de um penhasco ao mar. O velho e sábio Viking Urobe diz que, de acordo com a antiga tradição Viking, o filho do chefe, Vicky, tem que fazer isso. Depois de algum ceticismo inicial e de certos problemas que podem ser atribuídos à falta de experiência náutica de Wickie, os vikings estão no mar com seus navios para resgatar Halvar do castelo do terrível Sven. Seu navio é pego por uma forte tempestade e ameaça virar. A escrava deixa Wickie cortar suas algemas e sobe no mastro para cortar a vela. O Viking Snorre se perde na tempestade. Os outros o encontram na ilha das Valquírias, mas são quase jogados de um penhasco ao mar. O velho e sábio Viking Urobe diz que, de acordo com a antiga tradição Viking, o filho do chefe, Vicky, tem que fazer isso. Após algum ceticismo inicial e certos problemas que podem ser atribuídos à falta de experiência náutica de Wickie, os vikings estão no mar com seus navios para resgatar Halvar do castelo do terrível Sven. Seu navio é pego por uma forte tempestade e ameaça virar. A escrava deixa Wickie cortar suas algemas e sobe no mastro para cortar a vela. O Viking Snorre se perde na tempestade. Os outros o encontram na ilha das Valquírias, mas são quase jogados de um penhasco ao mar. Após algum ceticismo inicial e certos problemas que podem ser atribuídos à falta de experiência náutica de Wickie, os vikings estão no mar com seus navios para resgatar Halvar do castelo do terrível Sven. Seu navio é pego por uma forte tempestade e ameaça virar. A escrava deixa Wickie cortar suas algemas e sobe no mastro para cortar a vela. O Viking Snorre se perde na tempestade. Os outros o encontram na ilha das Valquírias, mas são quase jogados de um penhasco ao mar. Após algum ceticismo inicial e certos problemas que podem ser atribuídos à falta de experiência náutica de Wickie, os vikings estão no mar com seus navios para resgatar Halvar do castelo do terrível Sven. Seu navio é pego por uma forte tempestade e ameaça virar. A escrava deixa Wickie cortar suas algemas e sobe no mastro para cortar a vela. O Viking Snorre se perde na tempestade. Os outros o encontram na ilha das Valquírias, mas são quase jogados de um penhasco ao mar. 
Wickie menciona o tesouro bem a tempo e que o terrível Sven também quer encontrá-lo, então eles são libertados para frustrar os planos de Sven. No "Cabo do Medo", eles entram no Castelo Svens disfarçados de malabaristas. Você encontra a masmorra com Halvar, que desde então foi roubado de seu amuleto por Sven. Mas, inesperadamente, a garota fecha a porta da masmorra atrás deles e a tripulação fica presa. O terrível Sven aparece e elogia a garota, que acaba sendo Svenja, filha de Sven, para os outros. No entanto, Wickie consegue sair da masmorra por meio de uma escada de ladrão. A tentativa de libertar os outros vikings com a ajuda de um burro falha. Então Vicky foge para o quarto do terrível Sven e rouba dele, que já está dormindo, as chaves da masmorra. Os vikings escapam, mas Sven percebe que eles estão fugindo e sai em perseguição com um de seus navios. Os vikings não veem outra saída a não ser entrar direto no temido desfiladeiro de Odin. Lá ela empurra Sven e sua nave em um vórtice. Depois de uma viagem turbulenta por um sistema de cavernas, os vikings chegam à Groenlândia. No entanto, eles não estão preparados para o frio lá. Felizmente para eles, os Inuit vêm em seu auxílio, que também conhecem o caminho para o “Palácio do Gelo Eterno”, onde dizem que o tesouro está. Mas o terrível Sven e seu povo estão lá antes deles e descobrem Halvar e sua equipe. do que dirigir direto para o temido Odin Gorge. Lá ela empurra Sven e sua nave em um vórtice. Depois de uma viagem turbulenta por um sistema de cavernas, os vikings chegam à Groenlândia. No entanto, eles não estão preparados para o frio lá. Felizmente para eles, os Inuit vêm em seu auxílio, que também conhecem o caminho para o “Palácio do Gelo Eterno”, onde dizem que o tesouro está. Mas o terrível Sven e seu povo estão lá antes deles e descobrem Halvar e sua equipe. do que dirigir direto para o temido Odin Gorge. Lá ela empurra Sven e sua nave em um vórtice. Depois de uma viagem turbulenta por um sistema de cavernas, os vikings chegam à Groenlândia. No entanto, eles não estão preparados para o frio lá. Felizmente para eles, os Inuit vêm em seu auxílio, que também conhecem o caminho para o “Palácio do Gelo Eterno”, onde dizem que o tesouro está. Mas o terrível Sven e seu povo estão lá antes deles e descobrem Halvar e sua equipe. Quem também conhece o caminho para o “Palácio do Gelo Eterno”, onde deveria estar o tesouro. Mas o terrível Sven e seu povo estão lá antes deles e descobrem Halvar e sua equipe. quem também conhece o caminho para o “Palácio do Gelo Eterno”, onde deveria estar o tesouro. Mas o terrível Sven e seu povo estão lá antes deles e descobrem Halvar e sua equipe.
Sven força Wickie a resolver o mistério do tesouro escondido e a descobrir como evitar o perigo de enormes pingentes de gelo caindo. Wickie salva Svenja de cair no abismo. Quando eles finalmente encontram o tesouro, o lendário "Martelo de Thor", Sven consegue agarrá-lo. Em sua ganância apressada, no entanto, ele cai em um buraco e mal consegue se segurar em sua borda. Ele pede que sua filha pegue rapidamente o martelo e use-o para derrotar Halvar e Wickie. No entanto, ela não o obedece e, em vez disso, joga o martelo no abismo, onde ele não pode mais ferir nenhum dos oponentes. Halvar puxa Sven para fora do buraco e troca ele e a equipe de Sven, amarrados, com os Inuit por bens como peles que são urgentemente necessários em sua vila de Flake. Wickie e Svenja fazem as pazes. No entanto, Svenja recusa a oferta de Wickie de vir para Flake, porque seu pai precisa da inteligência dela, assim como o pai de Wickie precisa da dele.

## Elenco
- Jonas Hämmerle como Vickie
- Waldemar Kobus como Halvar
- Valeria Eisenbart como Svenja
- Nic Romm como Tjure
- Christian A. Koch como Snorre
- Olaf Krätke como Urobe
- Mike Maas como Gorm
- Patrick Reichel como Ulme
- Jörg Moukaddam como Faxe
- Günther Kaufmann como Sven, o Terrível
- Christoph Maria Herbst como Pokka
- Mercedes Jadea Diaz como Ylvi
- Sanne Schnapp como Ylva
- Eva Padberg como Líder de Walküren
- Ella-Maria Gollmer como Assistente de Walküren
- Hoang Dang-Vu como Yogi
- Antoine Monot, Jr. como Cavaleiro 1
- Christian Ulmen como Cavaleiro 2

## Produção

### Equipe
Na primeira adaptação em live-action do filme Wickie und die starken Männer, Michael Herbig dirigiu o filme, mas nesse segundo filme Wickie auf großer Fahrt, Christian Ditter foi o director. A ocupação do „forte Männer“ para o primeiro filme (Wickie und die starken Männer) foi no show de talentos Bully sucht die starken Männer. O mesmo molde, também foi utilizado para a sequela. Nele foi procurado, um novo amigo para Wickie, em um casting público entre julho de 2010.

### Cinematografia
O filme foi gravado na Bavaria Filmstudios, rodado na Alemanha, na Dinamarca, Inglaterra e Malta. 
A aldeia „Flake“ para a montagem de filme foi feita no verão de 2010, novamente em Sachenbach (Jachenau), construído para filmagens. Em seguida, foi trazido de volta à Walchensee, onde pode ser visitada, depois de ter filmado a primeira parte como um destino.

### Tecnologia em 3D
Especificamente o filme foi em 3D-Rig desenvolvido pela empresa Stereotec com sede em Munique, as duas câmeras Arri Alexa podem ser equipada com zoom e são controladas à distância. Desta vez, podem ser salvas no sistema de rotação 3D. A equipe chegou ao estereógrafo (Florian Maier).

### Sucesso
O filme foi o mais visto na Alemanha em 2011, com 1.737.818 espectadores. A produção elevou-se a mais de doze milhões de euros. Embora o filme não fosse como muitos espectadores queriam,  parecia o filme anterior (onde teve mais de 5 milhões de bilhetes vendidos), ele é considerado como um sucesso económico.

### Banda sonora
A famosa canção Hey, Hey, Wickie foi feita exclusivamente para o filme pela cantora pop alemã Nena com partição de K-rings.

## Sequela
Para 2012, originalmente o filme teria uma terceira parte, o terceiro filme estaria em produção sob o título de Wickie und der große Wettkampf, No entanto, isto acabou não acontecendo.